# .224 Valkyrie
Le .224 Valkyrie (5,6 × 41 mm)  est une cartouche de calibre .22 (5,6 mm) classifiée comme cartouche intermédiaire de fusil, à gorge, développée par la Federal Premium Ammunition pour rivaliser avec les performances du .22 Nosler, tout en étant compatible avec arme de type AR-15. Cette munition est basée sur la cartouche de 6,8 mm Remington SPC, elle-même extrapolée du calibre Remington .30 .ton .30.